# Велика Британія на літніх Олімпійських іграх 1920
На літніх Олімпійських іграх 1920 року Сполучене королівство Великої Британії та Ірландії представляли 235 спортсменів (219 чоловіків та 16 жінок). Вони завоювали 15 золотих, 15 срібних і 13 бронзових медалей, що вивело збірну на 3-є місце у неофіційному командному заліку. Це було останнім виступом такої збірної в історії: 1922 року Ірландія відокремилася від Сполученого Королівства, і з тієї пори ірландські спортсмени виступають власною командою.

## Медалісти
| Медаль | Спортсмен | Вид спорту            | Дисципліна                                  |
| ------ | --- | --------------------- | ------------------------------------------- |
| Золото | Альберт Гілл | Легка атлетика        | Чоловіки, 800 м                             |
| Золото | Альберт Гілл | Легка атлетика        | Чоловіки, 1500 м                            |
| Золото | Сесіл Гріффітс Роберт Ліндсей Джон Ейнсворт-Девіс Гай Батлер | Легка атлетика        | Чоловіки, естафета 4 × 400 м                |
| Золото | Персі Годж | Легка атлетика        | Чоловіки, 3000 м з перешкодами              |
| Золото | Генрі Маллін | Бокс                  | Чоловіки, до 72,6 кг                        |
| Золото | Рональд Роусон | Бокс                  | Чоловіки, понад 79,4 кг                     |
| Золото | Томас Ленс Гаррі Раян | Велоспорт             | Чоловіки, тандем                            |
| Золото | Чарльз Еткін, Джон Беннетт, Гарольд Касселс, Ерік Крокфорд, Реджинальд Круммак, Гаррі Гаслам, Артур Лейтон, Чарльз Маркон, Джон Макбраян, Джордж Макґрат, Стенлі Шовеллер, Вілльям Сміт, Кирил Вілкінсон | Хокей на траві        | Чоловіки                                    |
| Золото | Тейнмот Мелвілл, Фредерік Барретт, Джон Водегус, Вівіан Новеррі Локетт | Поло                  | Чоловіки                                    |
| Золото | Френсіс Річардс, Томас Гедберг | Вітрильний спорт      | Клас «18 футів»                             |
| Золото | Вілльям Меддісон, Дороті Врайт, Роберт Колмен, Кирил Врайт | Вітрильний спорт      | Клас «7 метрів»                             |
| Золото | Освальд Тернбулл Максвелл Вуснем | Теніс                 | Чоловіки, парний розряд                     |
| Золото | Кетлін Маккейн Вінфрід Макнейра | Теніс                 | Жінки, парний розряд                        |
| Золото | Джородж Кеннінг, Фредерік Гумфрейс, Фредерік Голмс, Едвін Майллс, Джон Севелл, Джон Джеймс Шеферд, Гаррі Стіфф, Ернест Торн                                                                              | Перетягування канату  | Чоловіки                                    |
| Золото | Чарльз Сміт Пол Радміловіч Чарльз Багбі Ноел Парселл Крістофер Джоунс Вільям Пікок Вільям Дін | Водне поло            | Чоловіки                                    |
| Срібло | Гай Батлер | Легка атлетика        | Чоловіки, 400 м                             |
| Срібло | Філіп Ноель-Бейкер | Легка атлетика        | Чоловіки, 1500 м                            |
| Срібло | Альберт Гілл Джо Блюїтт Вільям Сігроув | Легка атлетика        | Чоловіки, командна гонка на 3000 м          |
| Срібло | Джеймс Вілсон Френк Геґарті Альфред Ніколс | Легка атлетика        | Чоловіки, командний крос                    |
| Срібло | Александер Айрленд | Бокс                  | Чоловіки, до 66,7 кг                        |
| Срібло | Томас Джонсон | Велоспорт             | Чоловіки, спринт                            |
| Срібло | Сиріл Олден | Велоспорт             | Чоловіки, 50 км                             |
| Срібло | Альберт Вайт Сиріл Олден Томас Джонсон Вільям Стюарт | Велоспорт             | Чоловіки, командна гонка переслідування     |
| Срібло | Беатріс Армстронг | Стрибки у воду        | Жінки, 10-м вишка                           |
| Срібло | Джек Бересфорд | Академічне веслування | Чоловіки, одинаки                           |
| Срібло | Еварт Горсфолл, Ґай Олівер Ніколлс, Річард Лукас, Волтер Джеймс, Джон Кемпбелл, Себастьян Ерл, Ральф Шов, Сідні Свенн, Робін Джонстон                                                                    | Академічне веслування | Чоловіки, вісімки                           |
| Срібло | Гільда Джеймс Констанс Джинс Грейс Маккензі Шарлотта Редкліфф | Плавання              | Жінки, естафета 4 × 100 м вільним стилем    |
| Срібло | Дороті Голман | Теніс                 | Жінки, одиночний розряд                     |
| Срібло | Джеральдін Біміш Дороті Голман | Теніс                 | Жінки, парний розряд                        |
| Срібло | Кетлін Маккейн Максвелл Вуснем | Теніс                 | Змішаний розряд                             |
| Бронза | Гаррі Едвард | Легка атлетика        | Чоловіки, 100 м                             |
| Бронза | Гаррі Едвард | Легка атлетика        | Чоловіки, 200 м                             |
| Бронза | Джеймс Вілсон | Легка атлетика        | чоловіки, 10 000 м                          |
| Бронза | Чарльз Ганн | Легка атлетика        | Чоловіки, ходьба 10 км                      |
| Бронза | Вільям Катбертсон | Бокс                  | Чоловіки, до 50,8 кг                        |
| Бронза | Джордж Маккензі | Бокс                  | Чоловіки, до 53,5 кг                        |
| Бронза | Гарольд Франкс | Бокс                  | Чоловіки, до 79,4 кг                        |
| Бронза | Гаррі Раян | Велоспорт             | Чоловіки, спринт                            |
| Бронза | Велика Британія | Мистецтва             | за сумою медалей в окремих номінаціях       |
| Бронза | Гарольд Еннісон Едвард Петер Леслі Севейдж Генрі Тейлор | Плавання              | Чоловіки, естафета 4 × 200 м вільним стилем |
| Бронза | Кетлін Маккейн | Теніс                 | Жінки, одиночний розряд                     |
| Бронза | Філіп Бернард | Боротьба              | Чоловіки, вільний стиль, до 60 кг           |
| Бронза | Пітер Райт | Боротьба              | Чоловіки, вільний стиль, до 67,5 кг         |